# أولاد نوال (عوف)
أولاد نوال هو دُوَّار يقع بجماعة عين الدفالي، إقليم سيدي قاسم، جهة الرباط سلا القنيطرة في المملكة المغربية. ينتمي الدوّار لمشيخة عوف التي تضم 12 دوار. يقدر عدد سكانه بـ 172 نسمة حسب الإحصاء الرسمي للسكان والسكنى لسنة 2004.

## روابط خارجية
- البوابة الوطنية للجماعات الترابية
- المندوبية السامية للتخطيط